# Comuna de Pyrzyce
Pyrzyce (polaco: Gmina Pyrzyce) é uma gminy (comuna) na Polónia, na voivodia de Pomerânia Ocidental e no condado de Pyrzycki.
De acordo com os censos de 2005, a comuna tem 19.975 habitantes, com uma densidade 96,4 hab/km².

## Área
Estende-se por uma área de 204,40 km², incluindo:
- área agricola: 85%
- área florestal: 1%

## Demografia
Dados de 30 de Junho 2004:
|                      | Total   | Total | Mulheres | Mulheres | Homens  | Homens |
| -------------------- | ------- | ----- | -------- | -------- | ------- | ------ |
|                      | pessoas | %     | pessoas  | %        | pessoas | %      |
| População            | 19 699  | 100   | 9 992    | 50,7     | 9 707   | 49,3   |
| Densidade (pop./km²) | 96,4    | 100   | 48,9     | 48,9     | 47,5    | 47,5   |

De acordo com dados de 2002, o rendimento médio per capita ascendia a 1 235,45 zł.

## Comunas vizinhas
- Banie, Kozielice, Lipiany, Myślibórz, Przelewice, Stare Czarnowo, Warnice